# Antonio López Fernández
Antonio Miguel López Fernández (Granada, 9 de septiembre de 1999)conocido deportivamente como Antonio López, es un futbolista español que juega como lateral derecho. Actualmente forma parte de la Futbol Club Penya d'Andorra de Primera División de Andorra.

## Trayectoria deportiva
Antonio López desarrolló la totalidad de su etapa formativa en el fútbol base de la Provincia de Granada. Sus inicios tuvieron lugar en las categorías inferiores del Club Polideportivo Granada 74, donde permaneció por cinco cursos, para más tarde pasar a formar parte de las filas del Club Deportivo Santa Fe en las que militó por cuatro campañas hasta alcanzar el combinado U19 compitiendo en la Liga Nacional Juvenil de España, llegando incluso a debutar con el primer equipo en su segundo año juvenil en Primera División Andaluza.
En la temporada 2018/2019 recaló en el Vandalia de Peligros C.F. donde disputó setenta y seis encuentros oficiales de competición de liga consiguiendo en ascensoa División de Honor Andaluza en su segundo año de los tres que permaneció en el club.Para el curso 2021/2022 ficha por el Cúllar Vega Club de Fútbol, donde permaneció por dos campañas, llegando a disputar cuarenta y siete encuentros oficiales de competición de liga en Primera División Andaluza.
Al comienzo de la temporada 2023/2024, en primera instancia, se une al C.D. Almuñécar City de División de Honor Andaluza donde disputó dieciséis encuentro de liga. Fue en el mercado de invierno de ese mismo curso cuando firmasu primer contrato profesional con el Futbol Club Penya d'Andorra de Primera División de Andorra, siendo su debutoficial en liga el 4 de febrero de 2024 en el encuentro correspondiente a la jornada 15 ante el Inter Club d'Escaldes.

## Carrera deportiva

### Clubes
| Club                        | País    | Año       |
| --------------------------- | ------- | --------- |
| Club Deportivo Santa Fe U19 | España  | 2015-2018 |
| Vandalia de Peligros C.F.   | España  | 2018-2021 |
| Cúllar Vega C.F.            | España  | 2021-2023 |
| C.D. Almuñécar City         | España  | 2023      |
| Futbol Club Penya d'Andorra | Andorra | 2024-act. |